# Рон Влар
Рон Влар (нід. Ron Vlaar, МФА: [ˈrɔn ˈvlaːr], нар. 16 лютого 1985, Генсбрук) — нідерландський футболіст, що грав на позиції  центрального захисника, зокрема за національну збірну Нідерландів.

## Клубна кар'єра
Вихованець юнацьких команд футбольних клубів «Апполо 68», «Гергюговард» та АЗ (Алкмар).
У дорослому футболі дебютував 2004 року виступами за команду алкмарського АЗ, в якій провів два сезони, взявши участь лише у 10 матчах чемпіонату. 
На початку 2006 року став гравцем «Феєнорда», в якому протягом наступних шести з половиною років взяв участь у 146 матчах в різних турнірах. Цей період кар'єри захисника був позначений низкою травм, через які він майже повністю пропустив два сезони протягом 2007—2009 років. Після відновлення від травм швидко став ключови центральним захисником команди. 
У липні 2012 року бірмінгемський клуб «Астон Вілла» досяг домовленості по контракту із захисником. Угода була розрахована на 3 роки. Сума трансферу склала близько 4-х мільйонів євро.
Влітку 2015 року після закінчення контракту з англійцями, Рону була зроблена операція на коліні, і на відновлення пішло близько 4-х місяців.
А на початку грудня того ж року, було повідомлено, що центрбек підписав контракт до кінця сезону з рідним АЗ (Алкмар). Згодом співпрацю клубу з досвідченим гравцем було подовжено. Загалом провів у рідній команді п'ять заключних сезонів своєї ігрової кар'єри, останні з яких були затьмарені низкою травм. Врешті-решт у лютому 2021 року був змушений оголосити про завершення виступів на футбольному полі.

## Виступи за збірну
2004 року дебютував у складі юнацької збірної Нідерландів (U-19), загалом на юнацькому рівні взяв участь у 4 іграх.
Протягом 2005–2008 років залучався до складу молодіжної збірної Нідерландів. На молодіжному рівні зіграв у 14 офіційних матчах.
Наприкінці 2005 року дебютував в офіційних матчах у складі національної збірної Нідерландів в рамках відбору на ЧС-2006. Провівши тоді ж ще одну товариську гру, надовго припинив викликатися до лав національної команди і свою третю гру у її формі провів лише 2010 року.
Згодом доволі регулярно брав участь в іграх збірної, зокрема провів два матчі на Євро-2012. Був основним центральним захисником «помаранчевих» на чемпіонаті світу 2014 року, де разом з партнерами по команді здобув бронзові нагороди. Після світової першості відіграв того ж 2014 року ще в одній грі за збірну, після чого завершив виступи у національній команді. Загалом провів у її формі 32 матчі і відзначився одним голом.
| Дата       | Місто               | Господарі  | Результат               | Гості             | Турнір                      | Голи | Примітки |
| ---------- | ------------------- | ---------- | ----------------------- | ----------------- | --------------------------- | ---- | -------- |
| 8-10-2005  | Прага               | Чехія      | 0 – 2                   | Нідерланди        | Відбір до ЧС 2006           | -    | 57'      |
| 12-11-2005 | Амстердам           | Нідерланди | 1 – 3                   | Італія            | товариський матч            | -    | 60'      |
| 3-3-2010   | Амстердам           | Нідерланди | 2 – 1                   | США               | товариський матч            | -    | 46'      |
| 11-8-2010  | Донецьк             | Україна    | 1 – 1                   | Нідерланди        | товариський матч            | -    |          |
| 29-2-2012  | Лондон              | Англія     | 2 – 3                   | Нідерланди        | товариський матч            | -    | 82'      |
| 30-5-2012  | Роттердам           | Нідерланди | 2 – 0                   | Словаччина        | товариський матч            | -    | 46'      |
| 2-6-2012   | Амстердам           | Нідерланди | 6 – 0                   | Північна Ірландія | товариський матч            | 1    |          |
| 9-6-2012   | Харків              | Нідерланди | 0 – 1                   | Данія             | ЧЄ 2012 - 1-й етап          | -    |          |
| 17-6-2012  | Харків              | Португалія | 2 – 1                   | Нідерланди        | ЧЄ 2012 - 1-й етап          | -    |          |
| 7-9-2012   | Амстердам           | Нідерланди | 2 – 0                   | Туреччина         | Відбір до ЧС 2014           | -    | 86'      |
| 11-9-2012  | Будапешт            | Угорщина   | 1 – 4                   | Нідерланди        | Відбір до ЧС 2014           | -    |          |
| 12-10-2012 | Роттердам           | Нідерланди | 3 – 0                   | Андорра           | Відбір до ЧС 2014           | -    |          |
| 16-10-2012 | Бухарест            | Румунія    | 1 – 4                   | Нідерланди        | Відбір до ЧС 2014           | -    |          |
| 14-11-2012 | Амстердам           | Нідерланди | 0 – 0                   | Німеччина         | товариський матч            | -    |          |
| 7-6-2013   | Джакарта            | Індонезія  | 0 – 3                   | Нідерланди        | товариський матч            | -    |          |
| 11-6-2013  | Пекін               | КНР        | 0 – 2                   | Нідерланди        | товариський матч            | -    |          |
| 10-9-2013  | Андорра-ла-Велья    | Андорра    | 0 – 2                   | Нідерланди        | Відбір до ЧС 2014           | -    | 79'      |
| 11-10-2013 | Амстердам           | Нідерланди | 8 – 1                   | Угорщина          | Відбір до ЧС 2014           | -    |          |
| 15-10-2013 | Стамбул             | Туреччина  | 0 – 2                   | Нідерланди        | Відбір до ЧС 2014           | -    |          |
| 16-11-2013 | Генк                | Японія     | 2 – 2                   | Нідерланди        | товариський матч            | -    | 87'      |
| 19-11-2013 | Амстердам           | Нідерланди | 0 – 0                   | Колумбія          | товариський матч            | -    |          |
| 5-3-2014   | Сен-Дені            | Франція    | 2 – 0                   | Нідерланди        | товариський матч            | -    |          |
| 31-5-2014  | Роттердам           | Нідерланди | 1 – 0                   | Гана              | товариський матч            | -    |          |
| 4-6-2014   | Амстердам           | Нідерланди | 2 – 0                   | Уельс             | товариський матч            | -    |          |
| 13-6-2014  | Салвадор (Бразилія) | Іспанія    | 1 – 5                   | Нідерланди        | ЧС 2014 - 1-й етап          | -    |          |
| 18-6-2014  | Порту-Алегрі        | Австралія  | 2 – 3                   | Нідерланди        | ЧС 2014 - 1-й етап          | -    |          |
| 23-6-2014  | Сан-Паулу           | Нідерланди | 2 – 0                   | Чилі              | ЧС 2014 - 1-й етап          | -    |          |
| 29-6-2014  | Форталеза           | Нідерланди | 2 – 1                   | Мексика           | ЧС 2014 - 1/8 фіналу        | -    |          |
| 5-7-2014   | Салвадор (Бразилія) | Нідерланди | 0 – 0 д.ч. (4 – 3 п.п.) | Коста-Рика        | ЧС 2014 - чвертьфінал       | -    |          |
| 9-7-2014   | Сан-Паулу           | Нідерланди | 0 – 0 д.ч. (2 – 4 п.п.) | Аргентина         | ЧС 2014 - півфінал          | -    |          |
| 12-7-2014  | Бразиліа            | Бразилія   | 0 – 3                   | Нідерланди        | ЧС 2014 - гра за 3-тє місце | -    |          |
| 12-11-2014 | Амстердам           | Нідерланди | 2 – 3                   | Мексика           | товариський матч            | -    | 24'      |
| Усього     |                     | Матчів     | 32                      |                   | Голів                       | 1    |          |

## Титули та досягнення
- Володар Кубка Нідерландів (1):

«Феєнорд»: 2007-08
- Чемпіон Європи серед молодіжних команд (2):

Нідерланди (U-21): 2006, 2007
- Бронзовий призер чемпіонату світу: 2014